# Conquesta de les Illes Canàries
La conquesta de les Illes Canàries per part de la Corona de Castella es va portar a terme entre 1402 i 1496. Es poden distingir dos períodes en aquest procés: la Conquesta senyorial, portada a terme per la noblesa en canvi d'un pacte de vassallatge, i la Conquesta realenga, portada a terme directament per la Corona, durant el regnat dels Reis Catòlics.

## Introducció
Els contactes mantinguts durant l'Antiguitat clàssica entre el món mediterrani i Canàries, van quedar interromputs a partir de la decadència i posterior caiguda de l'Imperi Romà d'Occident. Això no vol dir que les illes romanguessin en un absolut aïllament de l'exterior o que no hi hagués alguna informació sobre elles. Durant l'edat mitjana], les primeres informacions sobre les Illes Canàries les aporten fonts àrabs que es refereixen a illes atlàntiques que bé poguessin ser les Canàries. El que sí que sembla evident és que aquest coneixement no suposa una alteració de l'aïllament cultural dels aborígens. A partir de finals del segle xiii, sovintejaren les visites d'europeus a l'arxipèlag. Les raons d'aquest redescobrimient foren: 
- L'expansió econòmica d'algunes regions d'Europa (Gènova, Catalunya, Andalusia, Portugal) i la necessitat que aquestes tenien d'establir rutes segures cap a Orient, a la recerca de la seda i les espècies; i cap a l'interior d'Àfrica, a la recerca d'or i esclaus, que evitessin els territoris controlats pels turcs del Mediterrani oriental.
- Desenvolupament de noves tècniques de navegació (brúixola, astrolabi, timó de codast, coca-caravel·la) i el desenvolupament de la cartografia a través dels portolans, en un dels quals, l'Atles Català d'Abraham Cresques, del 1375, hi apareixen representades les Illes Canàries amb els seus noms actuals, fent referència als cans.
- Motius ideològics i polítics. Les monarquies del sud d'Europa estaven en una fase expansiva. En el cas dels regnes de la península Ibèrica, l'expansió territorial responia a la dinàmica de lluita i reconquesta enfront dels musulmans. Per tant, l'expansió territorial suposava el reforçament del poder reial, imbuït tot per un esperit de croada en defensa del cristianisme.

La primera visita documentada fou la de Lanceloto Malocello que, el 1312 es va establir a Lanzarote, donant-li el seu nom, i romanent-hi durant gairebé vint anys. Després d'aquesta visita, el coneixement que es té a Europa sobre les Illes augmenta. La informació aportada pels primers visitants i la documentació cartogràfica, especialment l'Atlas Català anteriorment assenyalat, va facilitar les arribades. Unes poques van tenir un caire missioner, com ara l'establiment d'una comunitat franciscana a Telde entre 1350 i 1391, però altres, la majoria van tenir un caràcter econòmic, bàsicament la captura d'esclaus per a ser venuts als mercats europeus. En el segle xiv competeixen pel control de Canàries genovesos, mallorquins, castellans i portuguesos. Bonnet Reverón (1945) afirma, sense dubtar-ho, que els navegants mallorquins i catalans (que feren sis expedicions documentades a les Canàries entre 1342 i 1386) es poden considerar vertaders portadors de la civilització a Canàries: segons ell i les fonts que cita, ensenyaren als naturals de Gran Canària la construcció d'edificis, varen instruir en la fe cristiana els canaris i els donaren “ordres de manera i governar-se, amb molta primor i policia".
En el segle següent aquesta competència va quedar reduïda a Castella i Portugal.

## La conquesta de Canàries

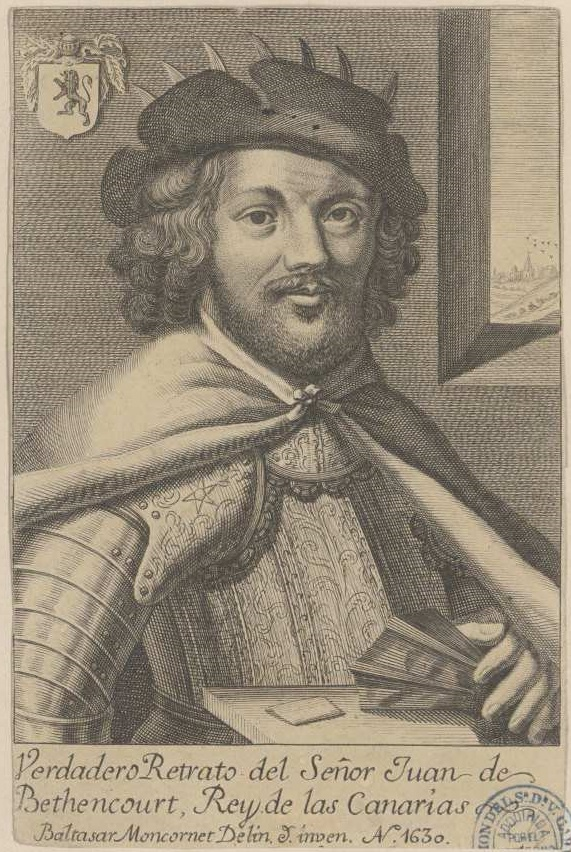
Jean de Bethencourt

La conquesta de Canàries es va portar a terme entre 1402 i 1496. No va ser una empresa senzilla en el pla militar, donada la resistència guanxe en algunes illes. Tampoc ho va ser en el polític, ja que van confluir els interessos particulars de la noblesa (obstinada a enfortir el seu poder econòmic i polític mitjançant l'adquisició de les illes) i els estats, particularment Castella, en plena fase d'expansió territorial i en un procés d'enfortiment de la Corona enfront de la noblesa. Per al seu estudi, els historiadors distingeixen dos períodes en la conquesta de Canàries:
- Conquesta senyorial. Es coneix amb aquest nom a la conquesta portada a terme per la noblesa, en benefici propi i sense una participació directa de la Corona, que atorga el dret de conquesta en canvi d'un pacte de vassallatge del noble conquistador cap a la Corona. Distingirem dintre d'ella la coneguda com Conquesta Betancuriana o Normanda, duta terme per Jean de Bethencourt i Gadifer de la Salle entre 1402 i 1405 i que va afectar les illes de Lanzarote, El Hierro i Fuerteventura. L'altra fase es coneix com a Conquesta Senyorial castellana, portada a terme per nobles castellans que es van apropiar, mitjançant compres, cessions i matrimonis, de les primeres illes conquistades i van incorporar l'illa de La Gomera cap a 1450.
- Conquesta realenga. Aquest terme defineix a la conquesta portada a terme directament per la corona de Castella, durant el regnat dels Reis Catòlics qui van armar i en part van finançar la conquesta de les illes que faltaven per dominar: Gran Canària, La Palma i Tenerife. En l'any 1496, va arribar la conquesta a la seva fi amb el domini de l'illa de Tenerife, integrant-se l'Arxipèlag Canari en la Corona de Castella. La conquesta realenga va tenir lloc entre 1478 i 1496.

## La conquesta betancuriana
Jean de Bethencourt i Gadifer de la Salle, nobles normands, van protagonitzar la primera etapa de la conquesta. Els motius són bàsicament econòmics: Bethencourt posseïa factories tèxtils i tintoreries i Canàries li oferia productes tintoris: l'orxella.

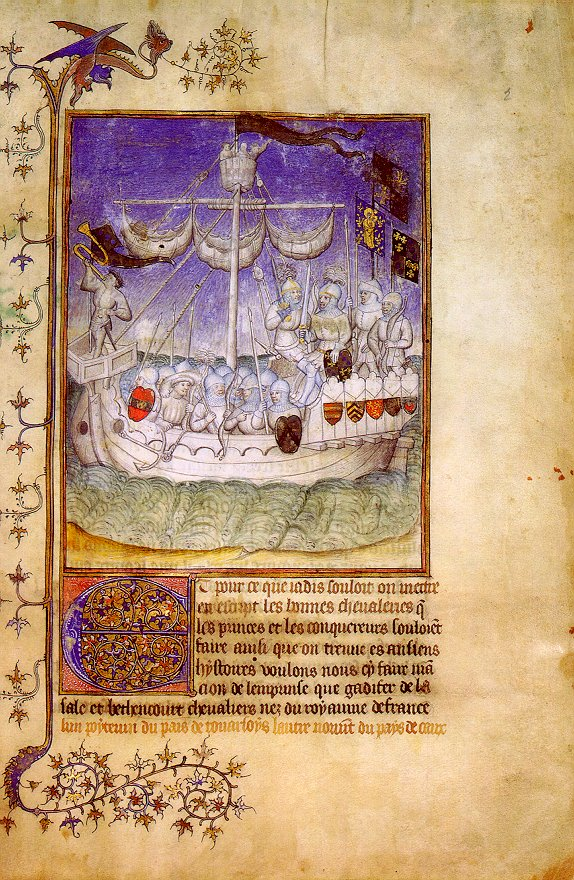
Le Canarien

Bethencourt comptava amb importants suports polítics en la cort del rei Enric III de Castella. Un parent seu, Rubín de Braquemont, va obtenir del rei el dret de conquesta de les Illes Canàries per al noble normand. Bethencourt, a canvi de l'obtenció dels drets de conquesta es va convertir en vassall del rei castellà. Rubín de Braquemont va aportar una important suma de diners a l'empresa conquistadora. La narració de la conquesta betancuriana va quedar recollida en la crònica coneguda per Le Canarien, recopilada pels clergues Pierre Bontier i Jean Le Verrier, encara que transformada en dues versions posteriors, una de Gadifer (la qual sembla més fidedigna) i altra del nebot de Bethencourt, Maciot de Bethencourt.

### Conquesta de Lanzarote
Procedent de La Rochelle, i després de fer escales a Galícia i Cadis, l'expedició normanda arriba a Lanzarote l'estiu de 1402. La impossibilitat humana i material de resistir, va afavorir la rendició de Guadarfia i els lanzarotenys. Els normands es van establir en el sud de l'illa, on van construir un fortí i van fundar el bisbat de San Marcial del Rubicón. Des d'allí van intentar l'assalt de Fuerteventura.

### Conquesta de Fuerteventura
Es va dur a terme entre 1402 i 1405. La llarga durada no es va deure tant a la resistència dels illencs, com a les dificultats i divisions internes entre els dos capitans de la conquesta. La fam i la falta de recursos van obligar a l'expedició a replegar-se cap a Lanzarote. Jean de Bethencourt va viatjar a Castella a la recerca de socors. Allí va obtenir del rei Enric III els mitjans necessaris i la confirmació dels seus drets exclusius sobre les illes per conquistar, marginant Gadifer. Durant l'absència de Bethencourt, Gadifer va haver de plantar cara a la doble rebel·lió d'un sector dels seus homes dirigits per Bertín de Berneval, que havien reiniciat la captura d'esclaus, i dels guanxes de Lanzarote, que s'hi resistien. Pacificada l'illa cap a 1404, es va reprendre la conquesta de Fuerteventura al llarg d'aquell any, però els dos comandants van actuar per separat, fortificant cadascun la seva pròpia zona de domini (castell de Rico Roque i Valtarajal). En 1405 va culminar la conquesta amb la submissió dels reis de l'illa. En una data no determinada Gadifer va abandonar l'illa i va tornar a França a defensar els seus drets, però ja no tornarà a les illes. Després de la conquesta, Bethencourt, amo absolut de les illes, marxarà a Normandia a la recerca de colons i nous recursos per a continuar la conquesta de la resta de les illes.

### Conquesta d'El Hierro
Va tenir lloc a fins de 1405. No va haver resistència per part de l'escassa població aborigen que en gran part va ser venuda com esclaus, repoblant-se l'illa amb colons normands i castellans. Bethencourt va romandre en les illes fins a 1412, data en la qual va retornar definitivament als seus dominis de Normandia, deixant al capdavant de les seves possessions insulars a Maciot Bethencourt.

## La conquesta senyorial castellana
L'etapa betancuriana va finalitzar en 1418, quan Maciot va vendre els seus dominis i els drets de conquesta sobre la resta de les illes al comte de Niebla. A partir d'aquest moment la intervenció de la corona castellana es va accentuar. Entre 1418 i 1445 les illes van estar sotmeses a permutes i divisions. Finalment Hernán Peraza "el Vell" i els seus fills, Guillén Peraza, mort en un assalt a l'illa de La Palma, i Inés Peraza, es van quedar amb les illes conquistades i amb els drets de conquesta de les que faltaven. Després de la mort del seu germà, Inés i el seu marit Diego García de Herrera es van convertir en els únics senyors de les illes fins a 1477, data en la qual cedeixen La Gomera al seu fill Hernán Peraza "el Jove", i els drets de conquesta de La Palma, Gran Canària i Tenerife a la Corona de Castella.
Durant aquesta etapa es va integrar al senyoriu dels Peraza-Herrera l'illa de La Gomera, que no va ser conquistada militarment sinó incorporada mitjançant acord d'Hernán Peraza "el Vell" amb alguns dels bàndols aborígens insulares que van acceptar l'autoritat del castellà. El domini de l'illa, no obstant això, no va estar exempt de revoltes fruit de les arbitrarietats dels senyors de l'illa amb els gomeros. L'últim, en 1488, va provocar la mort del senyor de l'illa, Hernán Peraza, la vídua de la qual, Beatriz de Bobadilla va haver de sol·licitar ajut Pedro de Vera, conquistador de Gran Canària, per a sufocar la rebel·lió. La repressió posterior va provocar la mort de dos centenars de rebels i la venda com esclaus d'altres punts en els mercats peninsulars.
El 1424 va estar a punt d'esclatar la guerra amb Portugal per la possessió de les illes Canàries, que Castella havia començat a conquerir i colonitzar, quan Enric el Navegant preparava una expedició per fer-se amb Gran Canària.

## La conquesta realenga
El segon període de la conquesta de Canàries presenta les següents característiques que la diferència del període anterior:

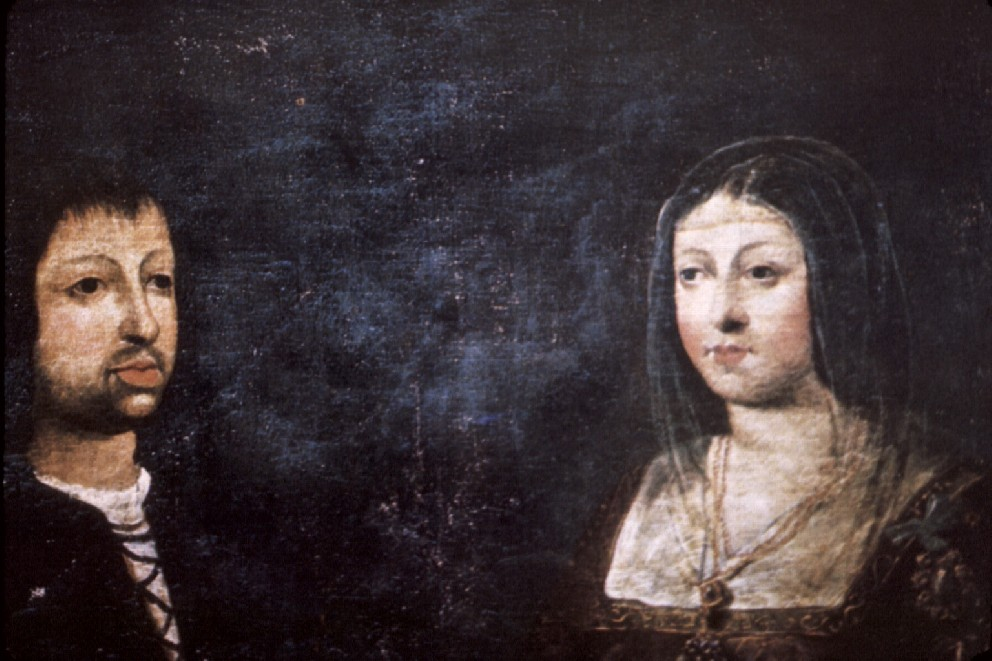
Els Reis Catòlics.

1. La va dirigir i va armar la Corona de Castella dels Reis Catòlics.
2. El finançament de l'empresa va córrer per compte de la Corona i de particulars interessats en l'explotació econòmica dels recursos de l'illa.
3. Va afectar les illes de Gran Canària, La Palma i Tenerife, les més poblades i amb més perspectives econòmiques per als conqueridors.
4. A les tres, però especialment a Gran Canària i Tenerife els nadius van mostrar una clara i perllongada resistència a la conquesta.

### Conquesta de Gran Canària 1478 - 1483
Podem distingir tres etapes en la conquesta de Gran Canària: 
1. Etapa inicial, juny - desembre de 1478. El 24 de juny de 1478 va desembarcar a la península de La Isleta, l'expedició manada per Juan Rejón i el degà Bermúdez, representant del bisbe del Rubicón Juan de Frías, un dels finançadors de la conquesta. Aquest dia, al costat del Guiniguada, es va fundar el Real de Las Palmas. Pocs dies més tard va tenir lloc en les proximitats del Real el primer enfrontament en el qual els illencs van ser derrotats. Aquesta victòria inicial va proporcionar als castellans el control del cantó nord-est de l'illa.
2. Resistència nadiua i divisions castellanes, des de finals de 1478 fins a 1481. La resistència aborigen en l'interior muntanyenc de l'illa, la falta d'homes i mitjans materials i les desavinences internes en el bàndol conquistador, constituïren les principals marques d'aquest període. Durant aquesta etapa Juan Rejón va ser destituït per ordre dels Reis Catòlics. El seu lloc el va ocupar Pedro Fernández de Algaba, que va ser executat més tard per ordre del destituït Rejón. El nomenament de Pedro de Vera com a nou governador de l'illa i la detenció de Juan Rejón va posar fi als conflictes interns que s'havien perllongat fins a 1481.
3. Final de la resistència nadiua i conquesta de l'illa, 1481-1483. Pedro de Vera, ara cap indiscutible dels castellans, va reprendre la conquesta de l'interior de l'illa i el guanartemat de Gáldar. Va comptar per a això amb l'arribada de nous reforços humans aportats per Diego García de Herrera, que va enviar un nombrós contingent de gomeros. La captura de Tenesor Semidan, guanarteme de Gáldar, per part d'Alonso Fernández de Lugo, serà un factor decisiu per a la culminació de la conquesta. Tenesor Semidán va ser enviat a Castella, on va ser batejat amb el nom de Fernando Guanarteme i es va convertir en un fidel i valuós aliat dels conquistadors. Després de la caiguda de Gáldar, la resistència aborigen es va traslladar a les zones muntanyenques de l'interior, on Bentejuí, després d'unificar les gents dels dos guanartemats, i comptant amb el suport del faycán de Telde i amb les princeses galdenques Masquera i Guayarmina, va organitzar l'última resistència guanxe. A pesar d'algunes victòries parcials (Ajódar, Bentaiga), els nadius van deposar finalment les armes a Ansite, on, per mediació de Fernando Guanarteme, es va produir la rendició el 29 d'abril de 1483. Bentejuí i el faycán de Telde es despenyaren per a evitar lliurar-se als castellans.

### Conquesta de La Palma. 1492 – 1493
Alonso Fernández de Lugo, qui va tenir una destacada actuació en la conquesta de Gran Canària, va obtenir dels Reis Catòlics els drets de conquesta sobre les illes de La Palma i Tenerife. Els acords amb la Corona incloïen, a més d'un cinquè dels captius capturats, set-cents mil maravedins si la conquesta de La Palma la realitzava en un termini d'un any. Per a finançar l'empresa conquistadora, Alonso Fernández de Lugo s'associa amb Juanotto Berardi i Francesco Riberol. Cadascun participaria amb un terç dels costos de l'empresa i de la mateixa proporció, en els beneficis. La conquesta va ser relativament fàcil. El desembarcament castellà es va produir per Tazacorte el 29 de setembre de 1492. El conquistador va fer ús d'acords i pactes amb els nadius palmerans en els quals es respectaven els drets dels caps i la plena igualtat amb els castellans per a atreure'ls cap a la seva causa. La resistència va ser mínima, excepte un episodi en Tigalate i una resistència major en el cantó d'Aceró (Caldera de Taburiente), on el seu cap Tanausú es va fer fort aprofitant les condicions orogràfiques de la zona, amb només dos accessos de fàcil defensa que impedien la penetració castellana.
En vista de què el termini d'un any es vencia i davant el temor de perdre els de set-cents mil maravedins, Fernández de Lugo va proposar una negociació que tindria lloc a los Llanos de Aridane. Fora de la Caldera, els castellans van tendir una emboscada Tanausú, qui derrotat i capturat pels castellans, va ser enviat a Castella com a captiu. En el camí d'anada es va deixar morir de fam. La data oficial de finalització de la conquesta se situa en el 3 de maig de 1493. Una part de la població d'Aceró i d'altres cantons amb els quals havia signat pactes de submissió, va ser venuda com esclava, i la majoria s'integraria en la nova societat formada després de la conquesta.

### Conquesta de Tenerife 1494-1496
Tenerife va ser l'última illa a ser conquistada i la que més temps va trigar a sotmetre a les tropes castellanes. Tot i que les dates tradicionals de conquesta de Tenerife s'estableixen entre 1494 (desembarcament d'Alonso Fernández de Lugo) i 1496 (conquesta de l'illa), cal tenir en compte que els intents d'annexionar l'illa de Tenerife a la Corona de Castella es remunten almenys a 1464. Per aquesta raó, des del primer intent de conquerir l'illa el 1464, fins que es conquereix definitivament en 1496 transcorren 32 anys.
Aquest any de 1464, té lloc al barranc del Bufadero la presa de possessió simbòlica de l'illa pel Senyor de les Canàries Diego García de Herrera. Aquest signa un tractat de pau amb els menceyes, permetent-poc després el mencey d'Anaga construir una torre en les seves terres, on guanches i europeus tenen tractes fins que és demolida cap 1472 pels mateixos guanches.

Divisió de Tenerife en el moment de la conquesta

En 1492 el governador de Gran Canària Francisco Maldonado organitza una ràtzia que acaba en desastre per als europeus, ja que són derrotats pels guanches d'Anaga.
El desembre de 1493, Alonso Fernández de Lugo va obtenir dels Reis Catòlics la confirmació dels seus drets de conquesta sobre l'illa de Tenerife i, en canvi de renunciar a la recompensa promesa per la conquesta de la Palma, va reclamar el govern de l'illa, encara que no va obtenir participació en el cinquè real. El finançament de la conquesta va ser portada a terme amb la venda de les seves plantacions de sucre en la vall d'Agaete, obtingut després de la conquesta de Gran Canària, i associant-se amb comerciants italians assentats a Sevilla.
Tenerife estava dividida en el moment de la conquesta en nou menceyats. Per la seva actitud davant els castellans, cal distingir el bàndol de pau, que es va mostrar neutral o procliu als castellans. Eren els menceyats del sud i de l'est (Anaga, Güímar, Abona i Adeje), és a dir, aquells que havien tingut més contacte amb els castellans a través de l'activitat missionera (Candelaria). El bàndol de guerra agrupava als menceyats del nord (Tegueste, Tacoronte, Taoro, Icoden i Daute). Van mantenir una resistència tenaç a la invasió.
L'abril del 1494, i procedent de Gran Canària, va desembarcar el conquistador en la costa de l'actual Santa Cruz de Tenerife amb una tropa de peninsulars i canaris (gomeros i grancanarios, sobretot) formada per uns dos mil homes del carrer i 200 a cavall. Després d'aixecar un fortí es va disposar a endinsar-se cap a l'interior de l'illa. Va intentar un acostament als bàndols de guerra i a Bencomo, mencey del més important menceyat hostil li va oferir amistat, l'acceptació del cristianisme i la submissió a l'autoritat dels Reis Catòlics. El rebuig de les dues últimes condicions va fer inevitable l'enfrontament.
La primera trobada armada fou la cèlebre Primera Batalla d'Acentejo que va tenir lloc en el barranc d'Acentejo, en el municipi de La Matanza. Una tropa invasora de més de dos mil homes es va endinsar pel nord de l'illa en direcció a la vall de Taoro (vall de La Orotava). L'objectiu era doblegar als guanxes en el nucli de la seva resistència. Els guanxes van esperar emboscats als castellans que, sorpresos, van patir un greu daltabaix, perdent en la batalla el vuitanta per cent de les seves forces. Alonso Fernández de Lugo va poder escapar cap a Gran Canària, on va preparar un nou assalt amb tropes millor ensinistrades i més recursos financers aportats per comerciants genoveses i nobles castellans.
Els guanxes, amos de la situació, van destruir el fortí construït pels castellans Amb un exèrcit millor armat i entrenat, va retornar a Tenerife. Després de reconstruir el fortí d'Añaza, es va dirigir cap als plans d'Aguere (La Laguna), on al novembre va derrotar Bencomo en la coneguda com a batalla d'Aguere, durant la qual el líder guanxe va cometre l'error de presentar batalla en una zona plana. La cavalleria i els reforços aportats per Fernando Guanarteme, van ser decisius per a la victòria castellana. 1700 guanxes, entre ells Bencomo i el seu germà (o germanastre) Tinguaro, van quedar morts en el camp de batalla. Pel que sembla, una epidèmia posterior va delmar els illencs, deixant a la majoria que van sobreviure malalts o febles, el que es coneix com la "gran modorra", encara que la seva exacta dimensió i importància en el resultat de la batalla roman controvertida per alguns historiadors.
Al desembre de 1495, després d'un llarg període d'escamot, saquejos i paràlisi bèl·lica, els castellans van tornar a penetrar, aquesta vegada des del nord de l'illa, en direcció a Taoro. Diversos milers de guanxes els esperaven en un barranc prop de l'actual municipi de La Victoria de Acentejo, no lluny d'on es va produir la Primera Batalla d'Acentejo. La victòria castellana en la Segona Batalla d'Acentejo, va facilitar l'enfonsament de la resistència nadiua i l'accés a la vall de Taoro va quedar obert. La batalla va decidir la conquesta de l'illa de Tenerife i el punt final de la conquesta de les Illes Canàries. Benytomo, nomenat mencey de Taoro i capdavantera de la lliga contra els espanyols (bàndol de guerres), accepta el 25 de juliol de 1496 la Pau de los Realejos, on al costat d'Acaymo de Tacoronte i Beneharo d'Anaga signa el pacte pel qual els guanxes de Tenerife es cristianitzen i es confederen "als regnes de les Espanyes". Al setembre de 1496, els districtes d'Adeje, Abona, Daute i Icod, se sumen al Pacte de los Realejos, mentre que petits grups residuals de rebels s'amaguen als cims.
Els guanxes vençuts dels bàndols de guerra van ser venuts com esclaus o traslladats a Gran Canària. Uns altres van escapar cap a la zona sud de l'illa, on van trobar refugi entre els seus paisans d'aquella zona. L'agost de 1502 es produïx un petit rebrot de rebel·lió: Ichasagua és proclamat mencey d'Adeje, restablint el que es va donar a denominar el "tron universal de Tenerife". Una expedició militar espanyola contra els rebels, sotmet la revolta després d'uns mesos i després d'un acord final amb els revoltats, el líder dels quals, Ichasagua, se suïcida davant els ulls dels emissaris. La conquesta castellana de l'arxipèlag canari es dona per finalitzada.